# Cookie (magazine)
Pour les articles homonymes, voir Cookie.
Cookie est un magazine de prépublication de manga mensuel de type shōjo publié par Shūeisha. Son tirage est d’environ 200 000 exemplaires.

## Histoire
L’histoire de Cookie se confond avec celle de deux autres magazines également publiés par Shūeisha, Ribon et Ribon Comic dont le titre devient Bouquet (ぶ〜け) en 1978.
En 1996, le département d’édition de Sueisha lance la publication d’un magazine de manga appelé Ribon Teens qui regroupe des mangakas tels que Ai Yazawa, Miho Obana, Mihona Fujii, Jun Hasegawa, Koi Ikeno, et Aoi Hiiragi. Plusieurs numéro de ce magazine sortent entre 1996 et 1997 avant de disparaitre. En 1999, le concept est repris par Shueisha en le renommant Cookie. Le premier numéro sort peu de temps après et le second suit en 2000.
En mars 2000, le magazine Bouquet cesse ses activités et son département d’édition est transféré à Cookie. Le rédacteur en chef de ce dernier est un ancien rédacteur en chef de Ribon et, à partir du numéro de mai 2000, le magazine devient mensuel.

## Contenu
Les différents mangakas publiés dans Cookie représentent un mélange entre ceux de l’ancien Bouquet (certaines des séries de Bouquet sont reprises) et ceux de Ribon, tels que Miho Obana et Ai Yazawa.
L’un des mangas les plus populaires de Cookie est Nana qui est également publié dans d’autres revues un peu partout dans le monde.
Le magazine s'est également fait connaitre grâce aux bons pour un cookie placés dans les dix premières éditions.